# 横山英俊 (実業家)
横山英俊（よこやま ひでとし、1985年6月3日 - ）は、日本の投資家、経営者である。Robot Consultingの創業者および代表取締役会長を務めている。

## 経歴
宮崎県出身。2003年に宮崎県立都城泉ヶ丘高等学校を卒業後、1年間工場でアルバイトをして資金を貯め、2004年に19歳で上京した。その後、投資家としてのキャリアを開始し、2020年4月に株式会社Robot Consultingを設立した。

## 事業活動
横山はRobot Consultingを通じて、AIと法律業界を融合させたリーガルテック分野の事業を展開している。同社は大規模言語モデル（LLM）などのAI技術を活用した「ロボット弁護士」と呼ばれる法律相談サービスの開発を進めている。このサービスは24時間無料で法律アドバイスを提供し、より詳細な相談には弁護士を紹介することを目指している。
横山によれば、この事業構想の背景には祖父の経験がある。横山が中学2年生の時、借金を理由に自殺した祖父の経験から、法的支援へのアクセスの重要性を認識したという。また、法テラス設立に尽力した寺井一弘氏との出会いも、このサービス開発の契機となったと述べている。
2025年7月17日、Robot Consulting、米国NASDAQ市場より新規上場承認を取得し、株式売買を開始予定と発表。

## メディア出演・講演活動

### 雑誌
- 「週刊エコノミスト」（2025年2月17日、毎日新聞社）- 橋下徹氏との対談
- 「THE WALL STREET JOURNAL」（2025年2月7日、米国版）- 「Next Era Leaders」特集

### ラジオ
- 日経ラジオ「IPO企業のトップに聞く」(2025年7月25日) - NASDAQ市場上場をテーマに出演
- 日経ラジオ「ソラミウ～相対的未来情報発信番組」（2024年10月17日）- 「生成AI革命」をテーマに出演

### テレビ
- テレビ神奈川「イイコト！11510～ハートフルナビゲーション～」
- 日経CNBC「昼エクスプレス」(2025年8月6日) - 「直撃IR」にゲスト出演

### 講演活動
- 「BEYOND 2020 NEXT FORUM "INNOVATION DAY"」（2025年2月28日）- 「NASDAQ成功戦略」をテーマに登壇
- 電気通信大学「ベンチャービジネス特論」特別講義（2024年11月27日）
- 「BEYOND 2020 NEXT FORUM」（2024年7月14日）- 「フェイクニュースを斬る！生成AIの功罪」をテーマに登壇

#### ソーシャルメディア
- YouTube[9]
- X[10]
- Instagram[11]
- TikTok[12]